# Àhàn jezik
Àhàn jezik (ahaan; ISO 639-3: ahn), jedan od dva Ayere-Ahan jezika kojim govori svega oko 300 ljudi (2000 R. Blench) u nigerijskoj državi Ondo; gradovi: Ajowa, Igashi i Omuo

## Vanjske poveznice
- Ethnologue (14th)
- Ethnologue (15th)